# Radmila Lolly
Radmila Lolly (Moscú, 10 de mayo de 1986) es una cantante, compositora y diseñadora de moda rusa-estadounidense. Sus canciones «U R Moving Me» y «Tonight» figuraron en la lista Dance Club Songs de Billboard en las posiciones 21 y 40 respectivamente. Sus dos álbumes de estudio fueron estrenados en el Carnegie Hall de Nueva York y seis de sus canciones fueron incluidas en la banda sonora de la película Honor Up de Damon Dash. Como diseñadora de moda ha creado diseños para celebridades como Nicole Ari Parker, Natti Natasha, Gayle King, Bebe Rexha y Mýa. Apareció en la portada de la edición virtual de las revistas Elle India, Glamour Bulgaria y L'Officiel Baltic.

## Biografía

### Carrera musical
Lolly nació en Moscú, Rusia el 10 de mayo de 1986. Desde su infancia empezó a interesarse por la música, en especial por la ópera. Radicada en los Estados Unidos, publicó los sencillos «Black Star», «Hope», «Masquerade» y «When I'm With You» en 2015, y un año después estrenó su primer álbum, titulado IV Stories at the Standard Hotel. El 28 de marzo de 2016 presentó el disco en el Carnegie Hall de Nueva York acompañada del pianista colombiano Julián de la Chica y del Cuarteto Scorchio.
Wonderland, su segundo trabajo discográfico, también fue estrenado en el Carnegie Hall en un evento titulado «A Night of Opera and Couture», en el que Lolly interpretó en vivo la totalidad del álbum acompañada de una orquesta en vivo y un desfile de modas con diseños de su autoría. En 2018 aportó seis canciones de su autoría para la banda sonora del filme Honor Up, dirigido por Damon Dash y producido por Kanye West.
El 19 de noviembre de 2019, su canción «U R Moving Me», una colaboración con la cantante Dani Hagan, se ubicó en la posición número 21 de la lista Dance Club Songs de Billboard. El 27 de marzo de 2020 nuevamente figuró en la misma lista con la canción «Tonight», la cual escaló hasta la cuadragésima casilla. El mismo año publicó dos nuevos sencillos: «Rule 1» y «Snake Body», este último producido por Carlos A. Molina. Actualmente la artista se encuentra en proceso de composición de una novela, la cual acompañará con un nuevo álbum de estudio compuesto por 27 movimientos musicales.

### Carrera como diseñadora y otras actividades
Lolly empezó a crear su propio vestuario para sus presentaciones musicales. Ante la acogida de sus diseños, decidió comenzar su propia línea de alta costura, conocida como Eltara Casata. Presentó su primera colección de alta costura en el Gotham Hall de la ciudad de Nueva York. En ocasión del lanzamiento de su álbum Wonderland, Lolly presentó una nueva colección de su autoría. Sus diseños han aparecido en diversos desfiles, entre los que destacan el Barney's Madison Avenue Trunk Show y la ceremonia de entrega de los Premios Daytime Emmy. Celebridades como Carla Morrison, Natti Natasha, Nicole Ari Parker, Gayle King, Bebe Rexha y Mýa han utilizado sus diseños.
El 5 de noviembre de 2021, Lolly ofició como conferencista en la charla TEDxDupreePark.

## Discografía

### Álbumes de estudio y EP
| Año  | Título                           | Discográfica  |
| ---- | -------------------------------- | ------------- |
| 2016 | IV Stories at the Standard Hotel | Independiente |
| 2018 | Wonderland                       | Independiente |

### Sencillos
| Año  | Título               | Discográfica  |
| ---- | -------------------- | ------------- |
| 2015 | «Black Star»         | Independiente |
| 2015 | «Hope»               | Independiente |
| 2015 | «Masquerade»         | Independiente |
| 2016 | «When I'M With You»  | Independiente |
| 2020 | «Rule 1»             | Independiente |
| 2020 | «Snake Body» (remix) | Independiente |